# Pedro Pérez Rosado
Pedro E. Pérez Rosado (Petrés, 1953) és un guionista, productor i director de cinema valencià. És parella de la guionista cubana Lilian Rosado.
Estudià cinema a la Facultat de Filosofia i Lletres de la Universitat de Valladolid. De 1974 a 1987 treballa a Videquip com a ajudant de direcció i director de producció en documentals, publicitat i sèries de televisió. El 1993 va crear la productora Pedro Rosado Producciones SL per desenvolupar els seus treballs.
Va debutar com a director el 2000 amb Las cenizas del volcán, un documental sobre els esdeveniments de Chiapas que va rebre el premi internacional de la premsa política al Festival Internacional de Cinema de Friburg (FIFF) i una menció especial al Festival Internacional del Nou Cinema Llatinoamericà de l'Havana. El 2004 va estrenar el seu primer llargmetratge de ficció, Cuentos de la guerra saharaui, basat en les vivències d'un legionari espanyol destinat al Sàhara Espanyol que el 1975 deserta per unir-se al Polisario. Per aquesta pel·lícula va rebre el premi de l'audiència al Festival Internacional de Cinema de Friburg, consistent en 5.000 francs suïssos.
El seu tercer llargmetratge, Aigua amb sal, fou candidata al Colón de Oro al XXXI Festival de Cinema Iberoamericà de Huelva, va obtenir el premi a la millor pel·lícula i el premi al millor director a la Mostra de València de 2005 i va rebre una premi especial als XV Premis Turia.
El 2011 va dirigir Wilaya, una història de dues germanes als campaments saharauis de Tindouf, que fou exhibida a la Secció Panorama del 62è Festival Internacional de Cinema de Berlín i fou premiada amb la Bisnaga de Plata a la millor banda sonora del Festival de Màlaga.

## Filmografia
- Las cenizas del volcán (2000)
- Cuentos de la guerra saharaui (2004)
- Aigua amb sal (2005)
- La mala (2008)
- Wilaya (2011)
- El somni de les sargantanes (2018)